# Трнавка (приток Дольни-Дудвага)
Трнавка (словац. Trnávka) — река в Словакии, протекает по Трнавскому краю. Правый приток Дольни-Дудвага. Длина реки — 41,33 км, площадь водосборного бассейна — 324,064 км². Код реки — 4-21-16-1048.
Протекает через город Трнава.

## Притоки

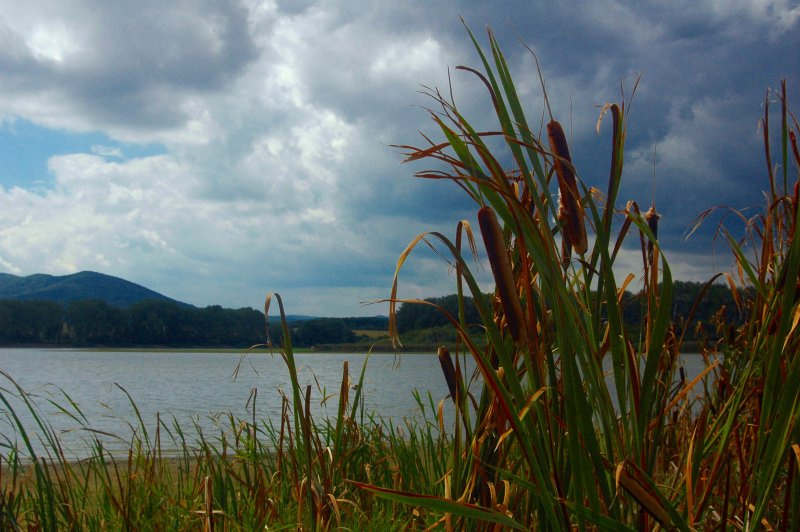
Водохранилище Болераз

По порядку от устья:
- Парна (пр)
- Žľab (лв)
- Rakyta (пр)
- Bíňovský potok (лв)
- Boleráz (водохранилище)
  - Luhový potok (пр)
- Ambrózov kanál (лв)
- Raková (лв)
- Buková (пр)[2]